# Moussa Diaby
Moussa Diaby (Parigi, 7 luglio 1999) è un calciatore francese, attaccante dell'Al-Ittihad e della nazionale francese, con cui ha vinto la Nations League nel 2021.

## Caratteristiche tecniche
È un esterno di piede mancino, molto rapido e veloce; dotato di un ottimo controllo di palla, la sua abilità tecnica gli permette di eccellere nei dribbling.
Nel 2019 è stato indicato dalla UEFA come uno dei cinquanta giovani più promettenti al mondo.

## Carriera

### Club

#### Paris Saint-Germain e Crotone
Calcisticamente cresciuto nel settore giovanile del Paris Saint-Germain, firma il suo primo contratto da professionista nel 2017.
Il 31 gennaio 2018 viene ceduto in prestito al Crotone. Il 14 aprile fa il suo esordio in Serie A, in occasione della partita persa per 0-1 sul campo del Genoa, sostituendo Marcello Trotta a cinque minuti dal termine. Il 18 aprile colleziona un'altra presenza in rossoblù, nel pareggio per 1-1 contro la Juventus allo stadio Ezio Scida. A fine stagione il Crotone retrocede in Serie B e il calciatore fa quindi ritorno al Paris Saint-Germain.
Dopo essere tornato al Paris Saint-Germain, viene aggregato alla prima squadra che vince la supercoppa francese contro il Monaco. Il 12 agosto 2018 fa il suo esordio in Ligue 1, nella partita vinta per 3-0 contro il Caen al Parc des Princes. Il 14 settembre realizza la sua prima rete in carriera, nel successo ottenuto contro il Saint-Étienne per 4-0.

#### Bayer Leverkusen
Dopo una buona stagione a livello individuale, il 14 giugno 2019 viene acquistato a titolo definitivo dal Bayer Leverkusen, con cui firma un contratto quinquennale. Il 23 novembre segna il suo primo gol in Bundesliga, nella partita pareggiata per 1-1 contro il Friburgo. Il 4 marzo 2020 trova la sua prima rete in DFB-Pokal, nei quarti di finale contro l'Union Berlino. Il 9 giugno diviene nuovamente decisivo, mettendo a segno la rete del momentaneo 1-0 della gara contro il Saarbrucken; la gara terminerà per 3-0 in favore dei rossoneri, che avranno così accesso alla finale. Il 17 dicembre 2020 prolunga il contratto con il club fino al 2025.

#### Aston Villa
Il 22 luglio 2023 viene annunciato il suo trasferimento all'Aston Villa per 50 milioni di euro. Alla corte dei Villans ritrova il suo ex allenatore ai tempi di Parigi, Unai Emery. Debutta con gli inglesi cinque giorni dopo la firma, in una gara amichevole contro il Fulham; il francese entra in campo dalla panchina e al 73' minuto mette a segno la rete del definitivo 0-2. Il 12 agosto successivo, nella sconfitta esterna contro il Newcastle Utd, mette a segno la sua prima rete in Premier League. Il 30 marzo 2024, in una gara contro il Wolverhampton, mette a segno la rete più potente mai registrata in un campionato di massima divisione inglese e dell'intera stagione (109,84 km/h). Termina la stagione con un totale di 54 presenze e 10 reti.

#### Al-Ittihād
Il 24 luglio 2024 viene acquistato dai sauditi dell'Al-Ittihad per 65 milioni di euro.

### Nazionale
Con la nazionale Under-19 francese ha disputato da titolare il campionato europeo di categoria del 2018, concluso con l’eliminazione in semifinale; grazie alle prestazioni offerte è stato inserito nella squadra ideale della manifestazione.
Il 26 agosto 2021 riceve la sua prima convocazione con la nazionale francese; esordisce 31 agosto, in occasione del pareggio per 1-1 contro la Bosnia ed Erzegovina.

## Statistiche

### Presenze e reti nei club
Statistiche aggiornate al 19 maggio 2024.
| Stagione                   | Squadra                    | Campionato                 | Campionato | Campionato | Coppe nazionali | Coppe nazionali | Coppe nazionali | Coppe continentali | Coppe continentali | Coppe continentali | Altre coppe | Altre coppe | Altre coppe | Totale | Totale |
| Stagione                   | Squadra                    | Comp                       | Pres       | Reti       | Comp            | Pres            | Reti            | Comp               | Pres               | Reti               | Comp        | Pres        | Reti        | Pres   | Reti   |
| -------------------------- | -------------------------- | -------------------------- | ---------- | ---------- | --------------- | --------------- | --------------- | ------------------ | ------------------ | ------------------ | ----------- | ----------- | ----------- | ------ | ------ |
| 2017-gen. 2018             | Paris Saint-Germain        | L1                         | 0          | 0          | CF+CdL          | 0+0             | 0+0             | UCL                | 0                  | 0                  | -           | -           | -           | 0      | 0      |
| gen.-giu.2018              | Crotone                    | A                          | 2          | 0          | CI              | 0               | 0               | -                  | -                  | -                  | -           | -           | -           | 2      | 0      |
| 2018-2019                  | Paris Saint-Germain        | L1                         | 25         | 2          | CF+CdL          | 6+2             | 1+1             | UCL                | 1                  | 0                  | SF          | 0           | 0           | 34     | 4      |
| Totale Paris Saint-Germain | Totale Paris Saint-Germain | Totale Paris Saint-Germain | 25         | 2          |                 | 8               | 2               |                    | 1                  | 0                  |             | 0           | 0           | 34     | 4      |
| 2019-2020                  | Bayer Leverkusen           | BL                         | 28         | 5          | CG              | 5               | 2               | UCL+UEL            | 2+4                | 0+1                | -           | -           | -           | 39     | 8      |
| 2020-2021                  | Bayer Leverkusen           | BL                         | 32         | 4          | CG              | 3               | 2               | UEL                | 8                  | 4                  | -           | -           | -           | 43     | 10     |
| 2021-2022                  | Bayer Leverkusen           | BL                         | 32         | 13         | CG              | 2               | 0               | UEL                | 8                  | 4                  | -           | -           | -           | 42     | 17     |
| 2022-2023                  | Bayer Leverkusen           | BL                         | 33         | 9          | CG              | 1               | 0               | UCL+UEL            | 6+8                | 2+3                | -           | -           | -           | 48     | 14     |
| Totale Bayer Leverkusen    | Totale Bayer Leverkusen    | Totale Bayer Leverkusen    | 125        | 31         |                 | 11              | 4               |                    | 36                 | 14                 |             | -           | -           | 172    | 49     |
| 2023-2024                  | Aston Villa                | PL                         | 38         | 6          | FACup+CdL       | 3+1             | 1+0             | UECL               | 12                 | 3                  | -           | -           | -           | 54     | 10     |
| 2024-2025                  | Al-Ittihad                 | SPL                        | 6          | 0          | KC              | 1               | 0               | -                  | -                  | -                  | -           | -           | -           | 7      | 0      |
| Totale carriera            | Totale carriera            | Totale carriera            | 196        | 39         |                 | 24              | 7               |                    | 49                 | 17                 |             | 0           | 0           | 268    | 63     |

### Presenze e reti in nazionale
| Cronologia completa delle presenze e delle reti in nazionale ― Francia | Cronologia completa delle presenze e delle reti in nazionale ― Francia | Cronologia completa delle presenze e delle reti in nazionale ― Francia | Cronologia completa delle presenze e delle reti in nazionale ― Francia | Cronologia completa delle presenze e delle reti in nazionale ― Francia | Cronologia completa delle presenze e delle reti in nazionale ― Francia | Cronologia completa delle presenze e delle reti in nazionale ― Francia | Cronologia completa delle presenze e delle reti in nazionale ― Francia |
| Data                                                                   | Città                                                                  | In casa                                                                | Risultato                                                              | Ospiti                                                                 | Competizione                                                           | Reti                                                                   | Note                                                                   |
| ---------------------------------------------------------------------- | ---------------------------------------------------------------------- | ---------------------------------------------------------------------- | ---------------------------------------------------------------------- | ---------------------------------------------------------------------- | ---------------------------------------------------------------------- | ---------------------------------------------------------------------- | ---------------------------------------------------------------------- |
| 1-9-2021                                                               | Strasburgo                                                             | Francia                                                                | 1 – 1                                                                  | Bosnia ed Erzegovina                                                   | Qual. Mondiali 2022                                                    | -                                                                      | 50’                                                                    |
| 4-9-2021                                                               | Kiev                                                                   | Ucraina                                                                | 1 – 1                                                                  | Francia                                                                | Qual. Mondiali 2022                                                    | -                                                                      | 64’                                                                    |
| 13-11-2021                                                             | Parigi                                                                 | Francia                                                                | 8 – 0                                                                  | Kazakistan                                                             | Qual. Mondiali 2022                                                    | -                                                                      | 71’                                                                    |
| 16-11-2021                                                             | Helsinki                                                               | Finlandia                                                              | 0 – 2                                                                  | Francia                                                                | Qual. Mondiali 2022                                                    | -                                                                      | 57’                                                                    |
| 29-3-2022                                                              | Villeneuve d'Ascq                                                      | Francia                                                                | 5 – 0                                                                  | Sudafrica                                                              | Amichevole                                                             | -                                                                      | 65’                                                                    |
| 3-6-2022                                                               | Saint-Denis                                                            | Francia                                                                | 1 – 2                                                                  | Danimarca                                                              | UEFA Nations League 2022-2023 - 1º turno                               | -                                                                      | 90+2’                                                                  |
| 6-6-2022                                                               | Spalato                                                                | Croazia                                                                | 1 – 1                                                                  | Francia                                                                | UEFA Nations League 2022-2023 - 1º turno                               | -                                                                      | 79’                                                                    |
| 10-6-2022                                                              | Vienna                                                                 | Austria                                                                | 1 – 1                                                                  | Francia                                                                | UEFA Nations League 2022-2023 - 1º turno                               | -                                                                      |                                                                        |
| 24-3-2023                                                              | Saint-Denis                                                            | Francia                                                                | 4 – 0                                                                  | Paesi Bassi                                                            | Qual. Euro 2024                                                        | -                                                                      | 67’                                                                    |
| 27-3-2023                                                              | Dublino                                                                | Irlanda                                                                | 0 – 1                                                                  | Francia                                                                | Qual. Euro 2024                                                        | -                                                                      | 65’                                                                    |
| 26-3-2024                                                              | Marsiglia                                                              | Francia                                                                | 3 – 2                                                                  | Cile                                                                   | Amichevole                                                             | -                                                                      | 83’                                                                    |
| Totale                                                                 |                                                                        | Presenze                                                               | 11                                                                     |                                                                        | Reti                                                                   | 0                                                                      |                                                                        |

## Palmarès

### Club
- Supercoppa francese: 1

Paris Saint-Germain: 2018
- Campionato francese: 1

Paris Saint-Germain: 2019
- Campionato saudita: 1

Al-Ittihad: 2024-2025
- Coppa del Re dei Campioni: 1

Al-Ittihad: 2024-2025

### Nazionale
- UEFA Nations League: 1

Francia: 2021